# Los tipos malos 2
Los Tipos Malos 2 (título original en inglés: The Bad Guys 2) es una película animada de comedia de atracos estadounidense de 2025 basada vagamente en la serie de libros infantiles del mismo nombre de Aaron Blabey, producida por DreamWorks Animation y distribuida por Universal Pictures. La secuela de The Bad Guys (2022) y la segunda película de la franquicia Bad Guys, está dirigida por Pierre Perifel y codirigida por JP Sans. La película está protagonizada por las voces de Sam Rockwell, Marc Maron, Craig Robinson, Anthony Ramos, Awkwafina, Zazie Beetz, Richard Ayoade, Lilly Singh y Alex Borstein repitiendo sus papeles de la primera película, con Danielle Brooks, Maria Bakalova y Natasha Lyonne uniéndose al elenco.
Perifel declaró que le encantaría hacer una secuela de The Bad Guys en marzo de 2022, antes del estreno de la primera película. Dos años después, DreamWorks Animation anunció una secuela, con Perifel y el elenco de voces regresando, mientras que Sans actuaría como codirector. Lyonne se unió al elenco en julio de 2024, y la participación de Brooks y Bakalova se anunció en noviembre. Daniel Pemberton compondrá la banda sonora, volviendo de la película anterior.
The Bad Guys 2 se estrenó en Estados Unidos el 1 de agosto de 2025.

## Premisa
Cinco años  después de los acontecimientos de la primera película, los Malos están luchando por encontrar confianza y aceptación en sus nuevas vidas como Buenos, cuando son sacados de su retiro y obligados a hacer "un último trabajo" por un escuadrón de criminales compuesto exclusivamente por mujeres.  

## Argumento
Tras la derrota del Profesor Mermelada y su reciente liberación de prisión, los Tipos Malos se han vuelto buenos, pero les cuesta integrarse en la sociedad. Lobo, Tiburón, Piraña y Tarántula buscan trabajo sin éxito mientras Serpiente suele estar casi siempre fuera de casa. Lobo pasa tiempo con Diane y se acercan más, pero no pueden iniciar una relación debido a que él es un exdelincuente y ella es la gobernadora. Inspirado por Diane para dar a la gente una razón para aceptarlos, Lobo ayuda a la Comisionada Luggins a rastrear al Bandido Fantasma, un nuevo criminal conocido por ser imposible de rastrear. Pronto encuentran pruebas que apuntan a que el bandido es Serpiente, solo para descubrir más tarde que estaba con su nueva novia, Susan. En un intento por desenmascarar al Bandido Fantasma en el torneo de lucha libre "Lords of Lucha", un cerdo les incrimina por el trabajo del Bandido Fantasma, obligándolos a escapar. Lobo llama a Diane para que les ayude a mantener su inocencia y ella acepta ayudarlos.
Los Tipos Malos son secuestrados posteriormente por un trío de delincuentes: Kitty Kat, Pigtail Petrova y Doom. Kitty era la Bandida Fantasma, Pigtail era la cerda que incriminó a los Tipos Malos, y Doom usaba el nombre "Susan" como alias y usaba a Serpiente para atraerlos. Kitty los recluta para que la ayuden a robar el cohete experimental MOON-X, usando un vídeo secreto que revela a Diane como la Garra Escarlata, su antigua identidad criminal, como chantaje; Lobo accede a regañadientes. Mientras tanto, Diane visita al profesor Mermelada en prisión, donde este le revela que Kitty planea usar la estación espacial MOON-X para robar todo el oro del mundo con MacGuffinita, un metal que puede atraer el oro magnéticamente.
El grupo comienza su plan robando con éxito el reloj inteligente del dueño del cohete, el Sr. Moon, en su boda. Kitty le da a Lobo la grabación en una memoria USB como prometió, pero los atrapa después de que los Tipos Malos graban su confesión. Kitty sube la grabación a internet, revelando así la identidad secreta de Diane a nivel mundial y absolviendo a Marmelada, y alerta a la policía sobre la ubicación de los Tipos Malos. Diane confronta a las chicas antes de que aborden el cohete, pero Kitty revela que la grabación ahora está en vivo. Diane, desconsolada, es tranquilizada por Kitty mientras está distraída, pero logra colarse a bordo mientras está medio inconsciente. Luggins arresta a los Tipos Malos, pero admite que confía en ellos y los ayuda a abordar el cohete durante su lanzamiento en helicóptero.
Tras enterarse de que los Tipos Malos se colaron a bordo, Doom y Pigtail no quieren atacarlos, pero Kitty se niega a renunciar al plan y activa la máquina, magnetizando una gran cantidad de oro, junto con una limusina que incluye a Mermelada. Cuando Lobo la alcanza, Kitty rompe el control remoto del imán. Sin embargo, Lobo logra robar el reloj, lo que le permite maniobrar el cohete hacia la estación espacial, destruyendo el imán y devolviendo el oro a la Tierra. Kitty intenta matar a Lobo en respuesta, pero Diane se recupera y derrota a Kitty. Lobo y Diane se reúnen felizmente y comparten su primer beso. Los Tipos Malos se reagrupan mientras la estación espacial se desploma hacia la Tierra. Después del aterrizaje forzoso, Kitty es enviada a prisión, Doom y Pigtail son sentenciados a servicio comunitario, y Luggins finge las muertes de los Tipos Malos y Diane para que puedan ser empleados como agentes secretos. En una escena post-creditos, Mermelada vuela a su planeta natal en su limusina, que se transforma en una nave espacial.

## Reparto de voces
- Sam Rockwell como el señor Lobo
- Marc Maron como el señor Snake
- Craig Robinson como el señor tiburón
- Anthony Ramos como el señor Piraña
- Awkwafina como la señora Tarántula / "Redes"
- Danielle Brooks como Kitty Cat [6]
- Natasha Lyonne como Doom
- Maria Bakalova como Pigtail
- Zazie Beetz como Diane Foxington / The Crimson Paw
- Richard Ayoade como el Profesor Mermelada, el enemigo de Los Tipos Malos.
- Lilly Singh como Tiffany Fluffit, la reportera del TMZ
- Alex Borstein como Misty Luggins, la jefa de policía.

## Producción
Ella dijo que le encantaría hacer una secuela. El 26 de marzo de 2024, DreamWorks Animation confirmó una secuela, con Perifel regresando para dirigir y JP Sans, quien se desempeñó como jefe de animación de personajes en la película anterior, codirigiendo. Sam Rockwell, Marc Maron, Awkwafina, Craig Robinson, Anthony Ramos, Richard Ayoade, Zazie Beetz, Alex Borstein y Lilly Singh repiten sus papeles de la película anterior. Daniel Pemberton también vuelve a componer la banda sonora.  El 13 de julio de 2024, se anunció que Natasha Lyonne había sido elegida para la secuela.  Se anunció que Danielle Brooks y Maria Bakalova participarían en la secuela en noviembre.

## Marketing
El primer tráiler se lanzó el 21 de noviembre de 2024. 

## Estreno
The Bad Guys 2 se estrenó el 1 de agosto de 2025.
Como parte del acuerdo a largo plazo de Universal con Netflix, la película se transmitirá en Peacock durante los primeros cuatro meses de la ventana de televisión paga, antes de pasar a Netflix durante los siguientes diez y regresar a Peacock durante los cuatro restantes.  

## Recepción
Hasta el 19 de agosto de 2025, The Bad Guys 2 ha recaudado 57,2 millones de dólares en Estados Unidos y Canadá, y 60,7 millones de dólares en otros territorios, para un total mundial de 118 millones de dólares.
En Estados Unidos y Canadá, Bad Guys 2 se estrenó junto con The Naked Gun y se proyectaba que recaudara 20 millones de dólares durante su fin de semana de estreno. Tras recaudar 9,2 millones de dólares en su primer día, incluyendo 2,25 millones de dólares en los preestrenos del jueves, la película superó las expectativas y debutó con 22,2 millones de dólares a nivel nacional y 44,5 millones de dólares a nivel mundial, ubicándose en segundo lugar, detrás de la película Los Cuatro Fantásticos: Primeros Pasos .    En su segundo fin de semana, la película recaudó 10,4 millones de dólares (una caída del 53%), cayendo al cuarto lugar. 

### Respuesta crítica
En el sitio web de reseñas Rotten Tomatoes, el 87% de las 93 críticas son positivas. El consenso del sitio web dice: «El equipo de villanos reformados de Bad Guys 2 sigue siendo divertidísimo, ya que su última aventura sube la apuesta manteniendo un toque lúdico y travieso». Metacritic, que utiliza una media ponderada, le asignó a la película una puntuación de 64 sobre 100, basándose en 23 críticos, lo que indica reseñas «generalmente favorables». El público encuestado por CinemaScore le dio a la película una calificación promedio de «A» en una escala de A+ a F, igual que la primera película

## Futuro
En junio de 2025, dos meses antes del estreno en cines de The Bad Guys 2, los directores Perifel y Sans revelaron en una entrevista con Collider que estaban planeando una tercera película. 